# Tour della nazionale maschile di rugby a 15 del Sudafrica 2006
Tra le due edizioni della Coppa del Mondo 2003 e 2007 la nazionale di rugby a 15 del Sudafrica si è recata varie volte in tour, anche con le rappresentative minori.
Il tour del 2006 è anche disputato per festeggiare i cent'anni dalla prima tournée della nazionale sudafricana e chiuderà con un match contro una selezione mondiale.
Non sarà però un tour trionfale. Per cominciare, gli Springboks, schierati con una riproduzione della maglia verde e bianca usata nel 1906, vengono superati da un'Irlanda all'apice della forma. L'incontro dà l'impressione di un'Irlanda lanciata verso grandi successi contro un Sudafrica alle prese con enormi problemi. Solo 10 mesi dopo però il Sudafrica sarà campione del mondo, mentre l'Irlanda, oltre a non qualificarsi per i quarti di finale della Coppa del mondo, rischierà la figuraccia anche contro la Georgia.
Seguono due match con L'Inghilterra. Nel primo, il Sudafrica cede a 8 minuti dalla fine dopo una meta di Phil Vickery trasformata per il 23-21 finale. L'Inghilterra era reduce dalla storica sconfitta con l'Argentina.
Gli Springboks si riscattano sette giorni dopo con un successo confortante più di quanto non dica il risultato. La sconfitta segnerà definitivamente la sorte del coach inglese Andy Robinson, costretto a dimettersi.
Infine il match celebrativo contro una selezione mondiale viene disputato a Leicester.
| Dublino 11 novembre 2006 | Irlanda | 32 – 15 | Sudafrica | Lansdowne Road |

| Londra 18 novembre 2006 | Inghilterra | 23 – 21 | Sudafrica | Twichenham |

| Londra 25 novembre 2006 | Inghilterra | 14 – 25 | Sudafrica | Twichenham |

| Leicester 3 dicembre 2006 | World XV | 7 – 32 | Sudafrica XV | Welford Road |